# Joseph Bruce Ismay
Joseph Bruce Ismay (ur. 12 grudnia 1862 w Crosby, zm. 17 października 1937 w Londynie) – dyrektor zarządzający White Star Line, obecny na pokładzie RMS Titanic w jego dziewiczym rejsie, zakończonym katastrofą po kolizji z górą lodową w nocy z 14 na 15 kwietnia 1912. Gdy kapitan „Titanica” Edward Smith wydał rozkaz ewakuacji statku, Joseph Bruce Ismay z początku pomagał pasażerom wsiadać do szalup, a później uczynił to samo. Uratowano go w przeciwieństwie do konstruktora Thomasa Andrewsa czy kapitana Smitha, co sprowadziło na niego oburzenie opinii publicznej. Z ustaleń komisji badającej katastrofę wynika, że kiedy po udzieleniu innym pasażerom pomocy Ismay wskoczył do łodzi, w okolicy nie było nikogo innego czekającego na ratunek. Ismay ustąpił ze stanowiska dyrektora i do końca życia nie chciał słuchać o katastrofie – wyrzucał z domu każdego, kto ważył się powiedzieć: „Titanic”.